# 塔拉赫河
49°04′34″N 11°17′38″E / 49.07611°N 11.293771°E
塔拉赫河是德國的河流，位於該國東南部，由巴伐利亞負責管轄，屬於施瓦察赫河的支流，河道全長17.8公里，流域面積63.2平方公里。